# 1952年のワールドシリーズ
1952年のワールドシリーズ（1952ねんのワールドシリーズ）は、1952年10月1日から10月7日まで行われたメジャーリーグのワールドシリーズである。

## 概要
第49回ワールドシリーズ。アメリカンリーグは4連覇を賭けるニューヨーク・ヤンキース。ナショナルリーグは3年ぶりの出場ブルックリン・ドジャースとの対戦となった。結果は4勝3敗でニューヨーク・ヤンキースが2度目の4連覇（15回目の優勝）を達成。
このシリーズの第6戦と第7戦をNBCが中継した映像が、現存する最古のワールドシリーズ中継映像とされている。

## 試合結果
表中のRは得点、Hは安打、Eは失策を示す。日付は現地時間。

### 第1戦 10月1日
- ニューヨーク州ニューヨーク／ブルックリン - エベッツ・フィールド

|            | 1 | 2 | 3 | 4 | 5 | 6 | 7 | 8 | 9 | R | H | E |
| ---------- | - | - | - | - | - | - | - | - | - | - | - | - |
| ヤンキース | 0 | 0 | 1 | 0 | 0 | 0 | 0 | 1 | 0 | 2 | 6 | 2 |
| ドジャース | 0 | 1 | 0 | 0 | 0 | 2 | 0 | 1 | X | 4 | 6 | 0 |

1. 勝利：ジョー・ブラック(1-0)
2. 敗戦：アリー・レイノルズ(0-1)
3. 本塁打
NYY：ギル・マクドゥガルド1号ソロ（3回ブラック）
BRO：ジャッキー・ロビンソン1号ソロ（2回レイノルズ）、デューク・スナイダー1号2ラン（6回レイノルズ）、ピー・ウィー・リース1号ソロ（8回スカーボロ）
4. 観客動員数: 34,861人　試合時間：2時間21分

ドジャースはこの年15勝15セーブを挙げ新人王になったブラック、一方ヤンキースは20勝、防御率1位（2.06）のレイノルズと、ともにチームの勝ち頭が先発。ドジャースが2回裏にロビンソン、直後の3回表にヤンキースがマクドゥガルドと、それぞれソロ本塁打で1点ずつを挙げ1-1のまま迎えた6回裏、ドジャースは2死から右前打で出塁したリースが暴投で2塁に進むと、続くスナイダーが右翼に2ランを放ち勝ち越し。ヤンキースは8回にハンク・バウアーの犠飛で1点を返すが、その裏ドジャースはリースのソロで再び2点差とする。シーズン中はクローザーで先発わずか2度のブラックは9回を投げ切り完投、ワールドシリーズ史上初の黒人の勝利投手となり、ドジャースが本拠地でまず1勝。

### 第2戦 10月2日
- ニューヨーク州ニューヨーク／ブルックリン - エベッツ・フィールド

|            | 1 | 2 | 3 | 4 | 5 | 6 | 7 | 8 | 9 | R | H  | E |
| ---------- | - | - | - | - | - | - | - | - | - | - | -- | - |
| ヤンキース | 0 | 0 | 0 | 1 | 1 | 5 | 0 | 0 | 0 | 7 | 10 | 0 |
| ドジャース | 0 | 0 | 1 | 0 | 0 | 0 | 0 | 0 | 0 | 1 | 3  | 1 |

1. 勝利：ビック・ラスチー(1-0)
2. 敗戦：カール・アースキン(0-1)
3. 本塁打
NYY：ビリー・マーティン1号3ラン（6回ロース）
BRO：なし
4. 観客動員数: 33,792人　試合時間：2時間47分

連勝を狙うドジャースは3回に2死1、3塁からキャンパネラのタイムリーで1点を先制するが、直後の4回にヤンキースはマントルを3塁に置いてベラの犠飛で追いつくと、続く5回には四球と盗塁で2塁に進んだマクドゥガルドをマーチンが左前打で返し勝ち越し。さらに6回、マントルとウッドリングが連打、さらにベラが歩き無死満塁としてドジャース先発のアースキンをマウンドから下ろすと、代わったロースからジョー・コリンズの内野ゴロとマクドゥガルドの1塁内野安打で2点を加え、続くマーチンが左翼に3ランを放ち試合を決めた。大量の援護を受けたヤンキース先発ラスチーは悠々完投し、2安打4打点1本塁打のマーチンの活躍でヤンキースが1勝1敗とした。

### 第3戦 10月3日
- ニューヨーク州ニューヨーク／ブロンクス - ヤンキー・スタジアム

|            | 1 | 2 | 3 | 4 | 5 | 6 | 7 | 8 | 9 | R | H  | E |
| ---------- | - | - | - | - | - | - | - | - | - | - | -- | - |
| ドジャース | 0 | 0 | 1 | 0 | 1 | 0 | 0 | 1 | 2 | 5 | 11 | 0 |
| ヤンキース | 0 | 1 | 0 | 0 | 0 | 0 | 0 | 1 | 1 | 3 | 6  | 2 |

1. 勝利：プリーチャー・ロー(1-0)
2. 敗戦：エド・ロパット(0-1)
3. 本塁打
BRO：なし
NYY：ヨギ・ベラ1号ソロ（8回ロー）、ジョニー・マイズ1号ソロ（9回ロー）
4. 観客動員数: 66,698人　試合時間：2時間56分

移動日なしでヤンキー・スタジアムに場所を移して行われた第3戦は、ヤンキース・ロパット、ドジャース・ローの両左腕が先発。2回裏にヤンキースが2死1、2塁から9番ロパット自らタイムリーを放ち先制するが、直後の3回にドジャースがロビンソンの犠飛で追いつくと、さらに5回にリースのタイムリーでドジャースが逆転。8回表にドジャースがアンディ・パフコの犠飛、その裏にヤンキースがベラのソロで1点ずつを挙げ1点差のまま迎えた9回表、ドジャースは1死からリースとロビンソンが連打を放ちついにロパットが降板、投手がトム・ゴーマンに代わった直後にリースとロビンソンが重盗を決め、2死後パフコの打席でゴーマンが暴投、リースに続き2塁からロビンソンも生還し3点差とする。その裏ヤンキースはマイズのソロで1点を返すが反撃もそこまで、最後は打撃のいい投手セインが代打で登場するも中飛に倒れローが完投、ドジャースは敵地で2勝目。

### 第4戦 10月4日
- ニューヨーク州ニューヨーク／ブロンクス - ヤンキー・スタジアム

|            | 1 | 2 | 3 | 4 | 5 | 6 | 7 | 8 | 9 | R | H | E |
| ---------- | - | - | - | - | - | - | - | - | - | - | - | - |
| ドジャース | 0 | 0 | 0 | 0 | 0 | 0 | 0 | 0 | 0 | 0 | 4 | 1 |
| ヤンキース | 0 | 0 | 0 | 1 | 0 | 0 | 0 | 1 | X | 2 | 4 | 1 |

1. 勝利：アリー・レイノルズ(1-1)
2. 敗戦：ジョー・ブラック(1-1)
3. 本塁打
BRO：なし
NYY：マイズ2号ソロ（4回ブラック）
4. 観客動員数: 71,787人　試合時間：2時間33分

ヤンキースがレイノルズ、ドジャースがブラックと第1戦と同じ顔合わせで始まった第4戦は、4回裏にヤンキースが先頭打者マイズの2試合連続となるソロで先制。さらに8回裏には先頭のマントルが左中間に三塁打を放つと、外野からの返球を受けた遊撃手リースが三塁へ悪送球し、マントルが生還し貴重な2点目。レイノルズは5回のスクイズ失敗など相手の拙攻にも助けられながら4安打完封、第1戦の雪辱を果たした。

### 第5戦 10月5日
- ニューヨーク州ニューヨーク／ブロンクス - ヤンキー・スタジアム

|            | 1 | 2 | 3 | 4 | 5 | 6 | 7 | 8 | 9 | 10 | 11 | R | H  | E |
| ---------- | - | - | - | - | - | - | - | - | - | -- | -- | - | -- | - |
| ドジャース | 0 | 1 | 0 | 0 | 3 | 0 | 1 | 0 | 0 | 0  | 1  | 6 | 10 | 0 |
| ヤンキース | 0 | 0 | 0 | 0 | 5 | 0 | 0 | 0 | 0 | 0  | 0  | 5 | 5  | 1 |

1. 勝利：カール・アースキン(1-1)
2. 敗戦：ジョニー・セイン(0-1)
3. 本塁打
BRO：スナイダー2号2ラン（5回ブラックウェル）
NYY：マイズ3号3ラン（5回アースキン）
4. 観客動員数: 70,356人　試合時間：3時間00分

ドジャースは2回にパフコのタイムリーで先制、さらに5回にはリースの犠飛に続きスナイダーが右中間に2ランを放ち4-0としてヤンキース先発イーウェル・ブラックウェルをKO。その裏ヤンキースはドジャース先発アースキンを攻め、代打アーブ・ノーレンのタイムリーとマクドゥガルドの遊ゴロで2点を返し、さらに2死1、3塁からマイズが右翼に3試合連続となる3ランを放ち5-4と逆転。しかしドジャースは7回、前の回から2番手で登板のセインを攻め、スナイダーの中前打で再び追いつき、そのまま延長へ。11回表、ドジャースは続投のセインを攻め1死1、3塁からまたもスナイダーが右翼に2塁打を放ち勝ち越し。6回以降1人も走者を許さないアースキンは11回裏も続投。1死後マイズが右翼へ大飛球を放つが、途中から右翼に入ったカール・フリロがフェンス際でジャンプしこれを捕球。アースキンは続くベラも三振に抑え完投、ドジャースが初のワールド・チャンピオンに王手をかけた。

### 第6戦 10月6日
- ニューヨーク州ニューヨーク／ブルックリン - エベッツ・フィールド

|            | 1 | 2 | 3 | 4 | 5 | 6 | 7 | 8 | 9 | R | H | E |
| ---------- | - | - | - | - | - | - | - | - | - | - | - | - |
| ヤンキース | 0 | 0 | 0 | 0 | 0 | 0 | 2 | 1 | 0 | 3 | 9 | 0 |
| ドジャース | 0 | 0 | 0 | 0 | 0 | 1 | 0 | 1 | 0 | 2 | 8 | 1 |

1. 勝利：ビック・ラスチー(2-0)
2. セーブ：アリー・レイノルズ(1)
3. 敗戦：ビリー・ロース(0-1)
4. 本塁打
NYY：ベラ2号ソロ（7回ロース）、ミッキー・マントル1号ソロ（8回ロース）
BRO：スナイダー3号ソロ（6回ラスチー）・4号ソロ（8回ラスチー）
5. 観客動員数: 30,037人　試合時間：2時間56分

ドジャース・ロース、ヤンキース・ラスチーの両先発の投げ合いで無得点のまま迎えた6回裏、ドジャースは先頭のスナイダーが右翼に特大のソロを放ち先制。しかし直後の7回、ヤンキースは先頭ベラのソロで追いつき、なおも中前打で出塁のウッドリングがロースのボークで2塁に進み、2死後9番ラスチーの打球はロースを直撃し、跳ね返った打球が1塁後方へ転がる間に2塁からウッドリングが生還し逆転（記録は内野安打）、さらに8回にはマントルが左中間にソロを放ち2点差。その裏ドジャースはスナイダーの2打席連続となるソロで再び1点差とするが、ヤンキースは8回途中から第4戦完封のレイノルズを中1日で投入し逃げ切り、3勝3敗のタイに持ち込んだ。

### 第7戦 10月7日
- ニューヨーク州ニューヨーク／ブルックリン - エベッツ・フィールド

|            | 1 | 2 | 3 | 4 | 5 | 6 | 7 | 8 | 9 | R | H  | E |
| ---------- | - | - | - | - | - | - | - | - | - | - | -- | - |
| ヤンキース | 0 | 0 | 0 | 1 | 1 | 1 | 1 | 0 | 0 | 4 | 10 | 4 |
| ドジャース | 0 | 0 | 0 | 1 | 1 | 0 | 0 | 0 | 0 | 2 | 8  | 1 |

1. 勝利：アリー・レイノルズ(2-1)
2. セーブ：ボブ・クザーバ(1)
3. 敗戦：ジョー・ブラック(1-2)
4. 本塁打
NYY：ジーン・ウッドリング1号ソロ（5回ブラック）、マントル2号ソロ（6回ブラック）
BRO：なし
5. 観客動員数: 33,195人　試合時間：2時間54分

ドジャース→ヤンキースと交互に勝って3勝3敗で迎えた第7戦の先発はドジャースがシリーズ3度目の先発となるブラック、ヤンキースは中3日でロパット。0-0で迎えた4回、ヤンキースはマイズのタイムリーで1点を先制するが、その裏ドジャースは先頭のスナイダーが右前打、4番ロビンソンが投前へのプッシュバントで出塁すると続くキャンパネラも意表を突き投前にプッシュバントを決め無死満塁。ここでヤンキースのステンゲル監督は早くもロパットを諦め、前日にセーブを挙げたレイノルズを投入。レイノルズはこのシリーズ無安打のギル・ホッジスの犠飛で1点を失うが後続を抑え、この回は同点止まり。続く5回、ヤンキースは先頭のウッドリングが右翼へソロを放ち勝ち越すが、その裏ドジャースもリースのタイムリーで再び追い付く。しかし6回、ヤンキースは1死からマントルが2試合連続の1発を右翼に放ちブラックをKO、続く7回にはブラックをリリーフした左腕ローを攻め2死2塁から、右打席に立ったマントルが中前にタイムリーを放ち2点差。その裏、ヤンキースは前日先発で8回途中まで投げたラスチーが登板するが、ドジャースはそのラスチーを攻め安打と四球2つで1死満塁と絶好機を作り中軸を迎える。ここでヤンキースはここまで登板のなかった左腕クザーバにスイッチ。クザーバは3番スナイダーを三飛に打ち取ると、続く4番ロビンソンもポップフライを打ち上げる。ところが一塁手のコリンズが日光で打球を見失い、内野手の間に落ちるかに思われたが、二塁手のマーチンがダッシュしてこれを捕球しドジャースは得点できず。クザーバは8回に続いて9回も登板し、最後はリースを左飛に打ち取り、最後に底力を見せたヤンキースが2度目のワールドシリーズ4連覇を達成、ドジャースは5度目の挑戦もまたもやヤンキースの前に涙を呑んだ。
この試合の8回裏、ドジャースのラルフ・ブランカがベンチから暴言を吐いたとして退場になる一幕があった。（シリーズ史上2人目）